# Hébronval
Hébronval est un village de la commune belge de Vielsalm située en Région wallonne dans la province de Luxembourg. Avant la fusion des communes de 1977, il faisait partie de la commune de Bihain.

## Histoire
Depuis le Moyen Âge jusqu'en 1795, Hébronval a fait partie de la principauté de Stavelot-Malmedy (postellerie de Stavelot).